# Myriam Stark

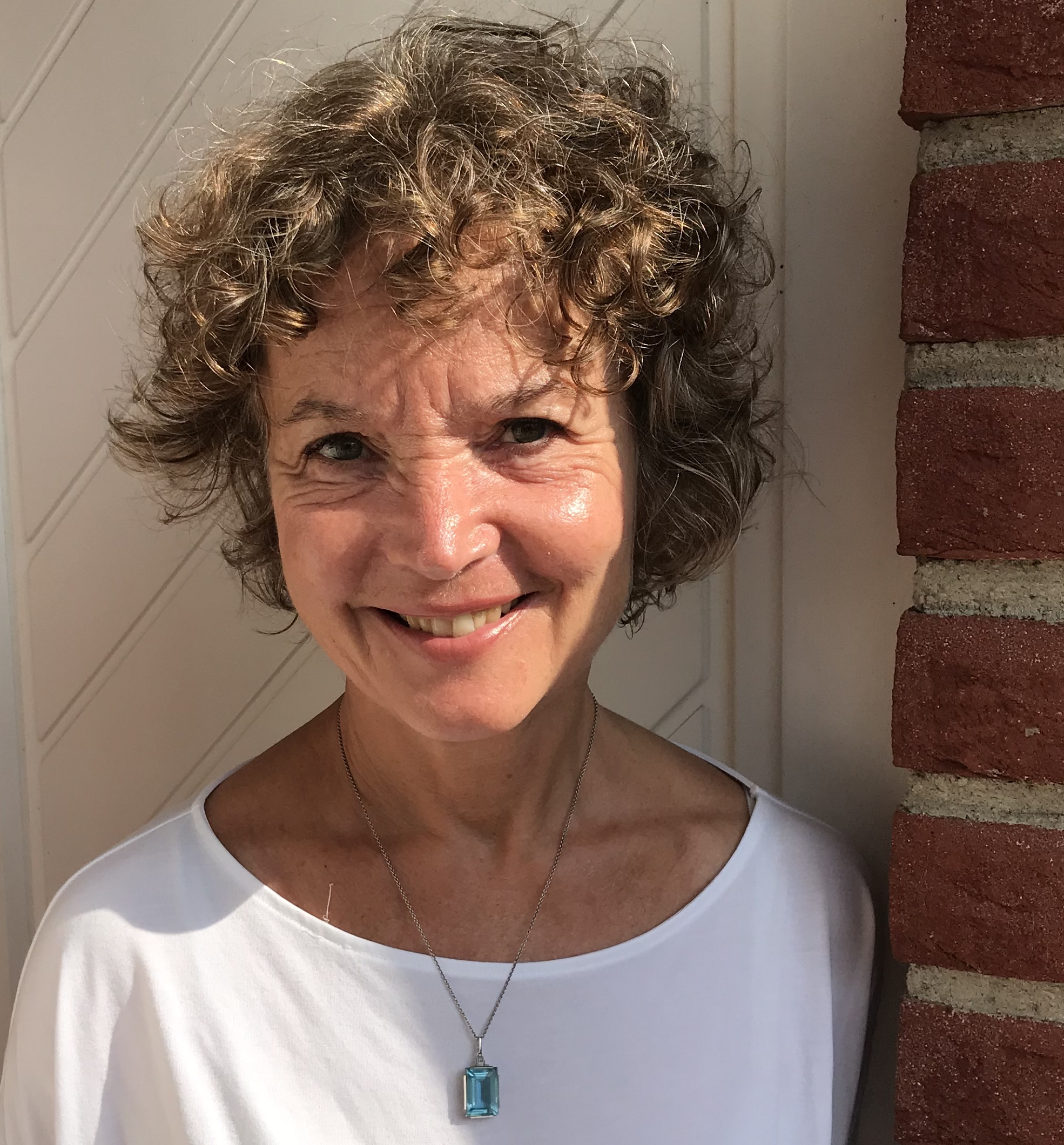
September 2021

Myriam Stark (* 14. September 1962 in Ost-Berlin) ist eine deutsche Schauspielerin und Hörspielsprecherin.

## Leben
Myriam Stark wuchs in Berlin als Tochter des Schauspieler- und Kabarettistenehepaars Ilse Maybrid (1923–2014) und Otto Stark (1922–2018) auf. Nach der Schule besuchte sie von 1982 bis 1986 die Hochschule für Schauspielkunst Ernst Busch in Berlin.
Von 1986 bis 1991 wurde sie festes Ensemblemitglied am Berliner Kabarett-Theater Distel und spielte dort in zahlreichen Kabarett- und literarischen Programmen. Ab 1991 hatte sie Gastverträge am Hansa-Theater Berlin und ging mehrere Male mit dem Euro-Studio Landgraf und Inge Meysel auf Tournee. Es folgten weitere Engagements in der Komödie Dresden, dem Contra-Kreis-Theater Bonn und dem Kleinen Theater Bad Godesberg. 2002 wechselte Myriam Stark zum Jungen Theater Bonn. Sie war in mehreren Stücken zu sehen, unter anderem stand sie als Pinocchio auf der Bühne. 
Seit 2000 ist sie als Kursleiterin an der Schauspielschule für Kinder und Jugendliche des Jungen Theaters Bonn tätig und gibt dort Kurse für Kinder, Jugendliche und Erwachsene. Einige Abschlussarbeiten wurden im Grandhotel Petersberg sowie im Beethoven-Haus Bonn öffentlich aufgeführt. Theaterpädagogisch arbeitet sie an Schulen jeder Stufe und jeder Form sowie in sozialen Einrichtungen. An einer Berufsschule für Pflegekräfte ist sie als Seminarleiterin im Fach Ästhetische Bildung tätig. Von 2013 bis 2015 wurde sie als Schauspielcoach für die ARD-Serie Verbotene Liebe engagiert. Für das Fernsehen stand sie in zahlreichen Rollen vor der Kamera. In der ZDF-Produktion Mit Herz und Schnauze, in der sie eine Hauptrolle spielte, wurden bis zu neun Millionen Zuschauer erreicht. Für den Rundfunk der DDR wirkte sie als Hörspielsprecherin.
Myriam Stark ist mit Dr. Alexander Stille verheiratet und hat zwei erwachsene Kinder.

## Filmografie
- 1986: Ein stilles Wochenende (Fernsehschwank)
- 1986: Schauspielereien (Fernsehreihe)
- 1988: Vater gesucht (Fernsehfilm)
- 1988: Der Vogel (Fernsehfilm)
- 1989: Polizeiruf 110: Variante Tramper (Fernsehreihe)
- 1989: Johanna (Fernseh-Mehrteiler, 6 Episoden)
- 1990: Pause für Wanzka (Fernsehfilm)
- 1990: Barfuß ins Bett (Fernsehserie, 3 Episoden)
- 1991: Mit Herz und Schnauze (4-teilige Fernsehserie)
- 1993: Salto Postale (Fernsehserie, 6 Episoden)
- 1993: Die Männer vom K3 (Fernsehserie, 1 Episode)
- 1993: Ein Mann am Zug (Fernsehserie, 3 Episoden)
- 1994: Praxis Bülowbogen (Fernsehserie, 6 Episoden)
- 1994: Tatort: Kinder der Gewalt (Fernsehreihe)
- 1994: Tatort: Laura mein Engel
- 1995: Jede Menge Leben (Seifenoper, 145 Episoden)
- 1996: Jede Menge Leben (Seifenoper, 32 Episoden)
- 2002: Wie erziehe ich meine Eltern (Fernsehreihe)
- 2002: Dr. Sommerfeld – Neues vom Bülowbogen (Fernsehserie, 1 Episode)

## Theater
- 1984: Verdrängte Jahre – Regie: Otto Stark (Kabarett-Theater Distel, Berlin)
- 1985: An Mut sparet nicht trotz Mühe – Regie: Hans-Georg Simmgen (Kabarett-Theater Distel, Berlin)
- 1987: Immer rin in die jute Stube – Regie: Otto Stark (Kabarett-Theater Distel, Berlin)
- 1988: Wir handeln uns was ein – Regie: Peter Tepper (Kabarett-Theater Distel, Berlin)
- 1989: Zwischen Tränen und Gelächter – Regie: Otto Stark (Kabarett-Theater Distel, Berlin)
- 1990: Über-Lebenszeit – Regie: Gisela Oechelhaeuser (Kabarett-Theater Distel, Berlin)
- 1990: Mit dem Kopf durch die Wende – Regie: Peter Tepper (Kabarett-Theater Distel, Berlin)
- 1991: Wir sind das letzte – Regie: Gisela Oechelhaeuser/Peter Ensikat (Kabarett-Theater Distel, Berlin)
- 1991: Der Kaiser vom Potsdamer Platz – Regie: Horst Niendorf (Hansa-Theater, Berlin)
- 1993: Teures Glück – Regie: Thomas Engel (Euro-Theater, Landgraf)
- 1996: Der muß es sein – Regie: Horst Johanning (Contra-Kreis-Theater, Bonn)
- 1998: Ein Hauch von Frühling – Regie: Horst Johanning (Contra-Kreis-Theater, Bonn)
- 2001: Ein Geschenk des Himmels – Regie: Paul Bäcker (Kleines Theater, Bad Godesberg)
- 2002: Die Häuser des Herrn Sartorius – Regie: Paul Bäcker (Kleines Theater, Bad Godesberg)
- 2002: Pinocchio – Regie: Peter Glass (Junges Theater, Bonn)
- 2002: Der kleine Vampir – Regie: Marco Dott (Junges Theater, Bonn)
- 2004: Harold and Maude – Regie: Andreas Lachnit (Junges Theater, Bonn)
- 2007: Hedda Gabler – Regie: Paul Bäcker (Kleines Theater, Bad Godesberg)
- 2008: Diät, Diät – Regie: Peter Hill (Komödie, Dresden)
- 2010: Das perfekte Dreieck – Regie: Folker Bohnet (Kleines Theater, Bad Godesberg)

## Hörspiele
- 1989: Bernd Raffelt: Ohne Kommentar (Kassenangestellte)  – Regie: Werner Grunow (Kurzhörspiel – Rundfunk der DDR)
- 1989: Gerhard Rentzsch: Augenblickchen. Szenen vom Lande – Regie: Karlheinz Liefers (Hörspiel1. Teil – Rundfunk der DDR)
- 1990: Bodo Schulenburg: Tecumseh – Regie: Manfred Täubert (Kinderhörspiel – Rundfunk der DDR)
- 1990: José Quevedo: Der Kreis (Cilili) – Regie: Rüdiger Zeige (Kinderhörspiel – Rundfunk der DDR)
- 1990: Jochen Hauser: Computersiele (Sigrid) – Regie: Rüdiger Zeige (Kinderhörspiel/Kurzhörspiel – Rundfunk der DDR)
- 1990: Maria Hartwig: Beziehungskiste (Nadja) – Regie: Detlef Kurzweg (Kurzhörspiel – Rundfunk der DDR)
- 1991: Mirjana Buljan: Der siebente Bruder – Regie: Barbara Plensat (Hörspiel – Funkhaus Berlin/ORF)